# 南山站 (江原道)
南山站（朝鲜语：／ Namsan yŏk */?）是位于朝鮮民主主義人民共和國江原道高山郡的一個鐵路車站，属于江原线。

## 邻近车站
安边站 - 南山站 - 光明站